# رامفی
رامفی (به لاتین: Rumphi) یک شهر در مالاوی است که در منطقه شمالی مالاوی واقع شده‌است.

## خصوصیات
رامفی ۲۷٬۹۸۸ نفر جمعیت دارد.